# کوربلیتس
کوربلیتس (به آلمانی: Körbelitz) یک منطقهٔ مسکونی در آلمان است که در Möser واقع شده‌است. کوربلیتس ۴۸۱ نفر جمعیت دارد.